# Mohamed Camara (Fußballspieler, 2000)
Mohamed Camara (* 6. Januar 2000 in Bamako) ist ein malischer Fußballspieler.

## Karriere

### Verein
Camara begann seine Karriere bei AS Real Bamako. Im Januar 2018 wechselte er nach Österreich zum FC Red Bull Salzburg, bei dem er einen bis Juni 2022 laufenden Vertrag erhielt. Allerdings sollte er zunächst für das Farmteam FC Liefering zum Einsatz kommen.
Sein Debüt für Liefering in der zweiten Liga gab er im Februar 2018, als er am 21. Spieltag der Saison 2017/18 gegen den FC Blau-Weiß Linz in der Startelf stand. Sein erstes Tor für Liefering erzielte er im Mai 2018 bei einem 3:2-Sieg gegen den TSV Hartberg. In seiner ersten Saison kam er zu 15 Einsätzen für den Zweitligisten, in denen er ein Tor erzielte.
Im Januar 2019 wurde er an den Bundesligisten TSV Hartberg verliehen. Sein Debüt in der Bundesliga gab er im März 2019 gegen den FC Wacker Innsbruck. Bis zum Ende der Leihe kam er zu sieben Bundesligaeinsätzen für Hartberg. Nach dem Ende der Leihe rückte er zur Saison 2019/20 in den Kader von Salzburg. Für die Salzburger kam er in der Saison 2019/20 zu 13 Bundesligaeinsätzen, zudem spielte er sechsmal für Liefering. Mit Red Bull holte er das Double und in jener Spielzeit durfte er auch in der UEFA Europa League debütieren, nachdem er zunächst in der UEFA Champions League aus dem Kader gestrichen worden war.
In der Saison 2020/21 gelang Camara dann der Durchbruch in der Bundesliga und er etablierte sich im Defensiven Mittelfeld der Salzburger. In der Champions League stand er in fünf Spielen in der Startelf, lediglich das letzte Gruppenspiel verpasste er gelbgesperrt. Sein Erfolgslauf fand aber ein jähes Ende, als er im Februar 2021 für Doping gesperrt wurde. Sein Comeback durfte er dann im Mai 2021 geben. Mit den Salzburgern holte er erneut das Double. Auch in der Saison 2021/22 war er gesetzt und kam zu 25 Bundesligaeinsätzen und spielte in allen acht Partien in der Champions League. Salzburg holte abermals das Double.
Im August 2022 wechselte Camara zur in der Ligue 1 spielenden AS nach Monaco, bei der er einen bis Juni 2027 laufenden Vertrag erhielt.
Im Sommer 2024 wechselte Camara zum katarischen Erstligisten al-Sadd Sports Club. Am Ende der Saison 2024/25 feierte er mit al-Sadd die katarische Meisterschaft.

### Nationalmannschaft
Camara nahm 2017 mit der malischen U-17-Mannschaft an der WM teil, wo man Vierter wurde.
Im Februar 2019 nahm er mit der U-20-Auswahl an der Afrikameisterschaft teil, die man gewann. Camara kam während des Turniers in einem der fünf Spiele Malis zum Einsatz. Durch den Erfolg bei der Afrikameisterschaft nahm man im selben Jahr auch an der WM teil, bei der man im Viertelfinale an Italien scheiterte. Camara kam in vier von fünf Spielen zum Einsatz. Im September 2019 spielte er erstmals für die U-23-Mannschaft.
Im Oktober 2019 debütierte Camara gegen Südafrika für die A-Nationalmannschaft. Im November 2019 erzielte er bei einem 2:0-Sieg gegen Tschad sein erstes Tor für Mali.

## Dopingsperre
Im November 2020 wurden Camara und sein ebenfalls für Salzburg spielender Landsmann Sékou Koïta im Rahmen einer Dopingkontrolle positiv getestet. Laut RB Salzburg bekamen sie kurz zuvor während einer Länderspielreise vom malischen Mannschaftsarzt ein Medikament gegen Höhenkrankheit, das einen verbotenen Wirkstoff enthielt. Daraufhin wurden sie im Februar 2021 für drei Monate gesperrt.

## Anti-Homophobie-Kampagne
Am letzten Spieltag der französischen Saison 2023/24 verweigerte Camera die Teilnahme an einer ligaweiten Aktion gegen Homosexuellen-Feindlichkeit. Dabei verdeckte er das durchgestrichene Wort „Homophobie“ der Trikotbotschaft. Weiters stellte er sich nicht für Mannschaftsfotos hinter einem entsprechenden Banner auf. Ende Mai 2024 wurde er für sein Verhalten seitens des französischen Fußballverbandes Fédération Française de Football für vier Spiele gesperrt.

## Erfolge
FC Red Bull Salzburg
- Österreichischer Meister: 2020, 2021, 2022
- Österreichischer Pokalsieger: 2020, 2021, 2022

al-Sadd Sports Club
- Katarischer Meister: 2024/25